# Сидоренко Михайло Павлович
Миха́йло Па́влович Сидоре́нко (* 1984) — український військовик, генерал-майор Збройних Сил України, командувач військ оперативного командування «Південь» (з 2025), командувач ОУВ «Таврія» (з 2025), начальник 169-го навчального центру (2023—????). Учасник російсько-української війни.

## Життєпис
Народився 15 грудня 1984 року. Випускник військового інституту танкових військ в місті Харків.
Після закінчення військового інституту проходив службу в 17-й окремій танковій бригаді, де обіймав посади від командира взводу до командира лінійного танкового батальйону. Згодом вступив на навчання до Національного університету оборони України імені Івана Черняховського. Після чого був призначеним на посаду начальника штабу в 53-й окремій механізованій бригаді.
З березня 2022 року командував 10-ю окремою гірсько-штурмовою бригадою. З 30 березня до 2 квітня 2022 року підрозділи під керівництвом Михайла Сидоренка перейшли в наступ та звільнили низку населених пунктів Київської області, зокрема взяли під контроль стратегічний населений пункт — місто Іванків. Підрозділи під його командуванням також відбили масований наступ ворога та втримали рубежі біля Покровського Донецької області.
На 2023 рік був начальником 169-го навчального центру.
Станом на 2025 рік — командувач військ оперативного командування «Південь», командувач ОУВ «Таврія».
14 липня 2025 року отримав звання генерал-майор.

## Нагороди
- Хрест бойових заслуг (11 грудня 2022) — за особисту мужність і самовіддані дії, виявлені у захисті державного суверенітету та територіальної цілісності України, вірність військовій присязі;[6]
- Орден Богдана Хмельницького III ст. (8 вересня 2014) — за особисту мужність і героїзм, виявлені у захисті державного суверенітету та територіальної цілісності України.[7]